# جزيرة القرش
تقع جزيرة القرش على بعد مسافة قصيرة بالقارب من خورفكان على الساحل الشرقي لمدينة الشارقة في الإمارات العربية المتحدة.
وبسبب الشبه بينها وبين زعنفة القرش ولأنها محاطة بأسماك القرش سميت بجزيرة القرش

## مميزات الجزيرة
تتميز هذه الجزيرة الصخرية التي تقع قبالة الساحل الشرقي من الشارقة، بشاطئ رملي جميل وتنوع فريد للحياة المائية مثل سمك العقام والإسقمري وقرش الزعانف ، وشقائق نعمان البحروالسلاحف البحرية وثعبان البحر المواري وسمك الراي اللاسع وسمك الملاك العربي  والمرجان

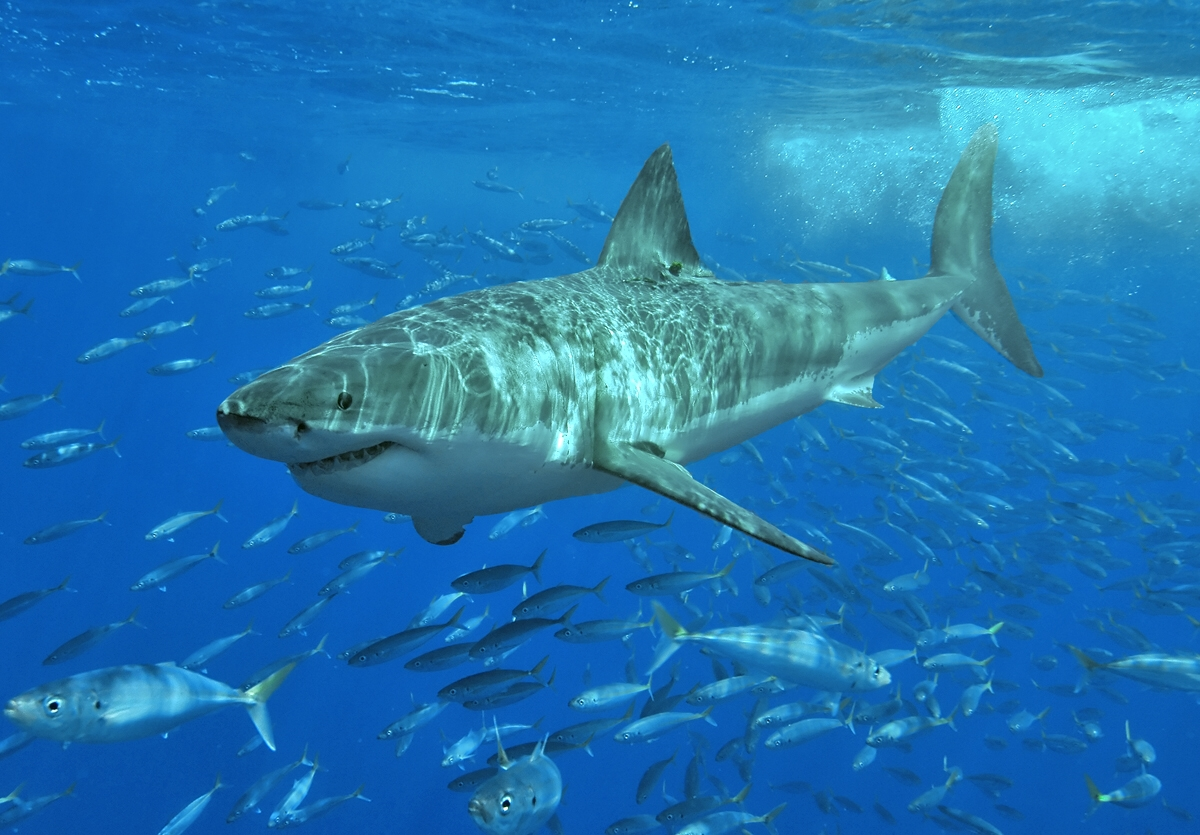
سمك القرش

كما تعد الجزيرة بمثابة بقعة مثالية للسباحة، الغوص والتمتع بحمامات الشمس.

## السياحة
يمكنك أن تأخذ قارب صغير إلى الجزيرة، وهناك أكواخ على الشاطئ حيث يمكنك استئجار معدات الغطس والزعانف والأقنعة. ويمكن لمراكز الغوص المحلية تنظيم رحلات يومية وتأجير معدات للغواصين. هذا المكان يجعل الغوص مثيراً للاهتمام، مع عمق يصل إلى 16 متراً كحد اقصى. و يمكن أيضاً لرواد الجزيرة الاسترخاء على الشاطئ و ركوب قوارب الكاياك و التعرف على مجموعات الأسماك الموجودة فوق المياه.